# Zapalenie pępka
Zapalenie pępka (łac. omphalitis) – zakażenie rozwijające się w obrębie kikuta pępowiny u noworodków. Objawia się silnym zaczerwienieniem, wydzieliną ropną z nieprzyjemnym zapachem, obrzękiem oraz lokalną tkliwością. W krajach rozwiniętych jest chorobą rzadko spotykaną dzięki sprawnemu systemowi opieki sanitarnej; na terenach uboższych wciąż występuje często i może wiązać się z poważnymi komplikacjami. Zbliżone objawy sporadycznie bywały stwierdzane u osób dorosłych.

## Patofizjologia
Kikut pępowiny odpada zwykle w ciągu dwóch pierwszych tygodni życia dziecka. Uschnięcie i oddzielenie się przewodu zostaje zapoczątkowane przez skurcz naczyń krwionośnych, prowadzący do wykrzepienia się krwi w ich świetle. Granulocyty obojętnochłonne (będące komórkami żernymi) oddzielają martwą tkankę, nie dopuszczając zarazem do nadmiernego rozwoju drobnoustrojów. Z powyższych względów opóźnione odpadanie pępowiny może świadczyć o zaburzonej czynności układu immunologicznego albo o początkowym stadium infekcji. Bakterie zasiedlające okolice pępka noworodka mają wówczas łatwy dostęp do krążenia układowego. Atakując tkankę podskórną mogą doprowadzić do  martwicy, martwiczego zapalenia powięzi lub martwicy mięśni (ang. myonecrosis) przedniej ściany jamy brzusznej.

## Mikrobiologia
Zapalenie pępka jest powodowane praktycznie wyłącznie przez bakterie. W trzech na cztery przypadki technikami mikrobiologicznymi identyfikuje się więcej niż jeden gatunek. Do najczęściej występujących bakterii tlenowych należą gronkowiec złocisty, paciorkowce grupy A, pałeczka okrężnicy, pałeczka zapalenia płuc i Proteus mirabilis. Przy zastosowaniu metod hodowli w warunkach beztlenowych u 1/3–2/3 pacjentów uzyskuje się wynik dodatni. Przeważają Bacteroides fragilis (powodujący również zapalenie owodni u ciężarnych), Peptostreptococcus spp. i Clostridium perfringens. Clostridium tetani jest przyczyną tężca noworodków, nadal występującego w państwach rozwijających się; notowano również przypadki zakażeń Paraclostridium sordellii. Generalnie spotykana flora ściśle zależy od panujących standardów sanitarnych i intensywności użycia preparatów bakteriobójczych. Zakażeniom w krajach tropikalnych sprzyjają lokalne praktyki obrzędowe, takie jak posypywanie pępowiny popiołem tytoniowym lub zanurzanie jej w krowim łajnie.

## Epidemiologia
W krajach rozwiniętych zapalenie pępka występuje z częstością około 0,5–0,7% rocznie. W uboższych regionach świata ryzyko infekcji wzrasta nawet powyżej 6%. Najbardziej narażone są dzieci z porodu przedłużającego się, odbieranego w warunkach niesterylnych, powikłanego przez wcześniejsze pęknięcie błon płodowych lub chorobę zakaźną matki. Do narażonych należą także wcześniaki, noworodki o niskiej masie urodzeniowej. Częściej chorują  także dzieci z założonym cewnikiem pępkowym oraz z upośledzonym układem odporności (np. zespół LAD, zaburzeniami produkcji interferonu).
Prognoza jest dobra w wypadku zakażeń niepowikłanych, ograniczonych tylko do przedniej ściany jamy brzusznej. Biorąc jednak pod uwagę wszystkie przypadki, śmiertelność dochodzi do 7–15%, gdyż niektóre komplikacje, szczególnie martwicze zapalenie powięzi i zgorzel gazowa, mają złe rokowanie.

## Badanie kliniczne
Zakażenie rozwija się w ciągu pierwszych dwóch tygodni życia (średnio 5–9 dzień, szybciej u wcześniaków). Najważniejszymi objawami lokalnego stanu zapalnego są zaczerwienienie, opuchlizna i bolesność samego pępka. Z kikuta może sączyć się ropa, krew lub inna ciecz o nieprzyjemnym zapachu. Dalsze szerzenie się infekcji wzdłuż ścian jamy brzusznej przejawia się w postaci wybroczyn, pęcherzy, obrazem skórki pomarańczy (fr. peau d'orange) itp. Układowa reakcja na zaawansowane zakażenie obejmuje gorączkę (ponad 38 °C), lub hipotermię (<36 °C), tachykardię, spadek ciśnienia tętniczego, bezdech lub wzmożone oddychanie, często z widocznymi oznakami duszności, senność i zanik odruchów wrodzonych. Perystaltyka staje się leniwa lub znika całkowicie; przy zajęciu wątroby może pojawić się żółtaczka.
Wydzielina z niewielkim zaczerwienieniem wokół nasady kikuta nie świadczy automatycznie o postępującej chorobie. Czasem takie objawy pojawiają się u zdrowych dzieci w związku ze stopniowym usychaniem kikuta. Podrażnienie może wywołać również przyżeganie ziarninowej blizny azotanem srebra. W wypadku wątpliwości o rozpoznaniu decyduje stan ogólny noworodka i wyniki badań laboratoryjnych: morfologii, posiewu mikrobiologicznego, OB/CRP oraz tych bardziej specjalistycznych, zleconych pod kątem konkretnych powikłań.

## Komplikacje
Groźne powikłania są przyczyną wyższej śmiertelności wśród chorych noworodków. Najważniejsze z nich przedstawiono poniżej.
- Posocznica (sepsa): rozsiew drobnoustrojów drogą krwionośną jest przyczyną ciężkich i trudnych do przewidzenia następstw, m.in. powstania zatorów septycznych, rozsianego wykrzepiania wewnątrznaczyniowego (tzw. zespół DIC) oraz wstrząsu.
- Martwicze zapalenie powięzi: mieszana flora bakteryjna, wytwarzająca toksyny bezpośrednio rozkładające zdrowe tkanki, łatwo szerzy się wzdłuż powięzi okołomięśniowej. Choroba przebiega w piorunującym tempie, obarczona jest wysoką śmiertelnością. Niezbędne wczesne rozpoznanie (na podstawie objawów niedrożności naczyń limfatycznych) i wymaga zastosowania agresywnego leczenia farmakologicznego oraz chirurgicznego.
- Martwica mięśni, zgorzel gazowa: spowodowane rozrostem bakterii beztlenowych, czemu sprzyja  nekroza tkanek, upośledzony przepływ krwi, obecność ciał obcych w ranie i infekcja florą mieszaną. Produkcja toksyn prowadzi do nieodwracalnego uszkodzenia powłok ciała i objawów ogólnoustrojowych zatrucia.
- Rozlane zapalenie otrzewnej: Słaby rozwój sieci większej ułatwia przeniesienie infekcji w głąb jamy brzusznej. Należy wykluczyć przyczyny chirurgiczne ostrego brzucha, co często oznacza wykonanie laparotomii. Oprócz odprowadzenia nagromadzonej ropy oraz wycięcia połączeń naczyniowych z pępkiem stosuje się antybiotykoterapię.
- Zapalenie (przetrwałego) moczownika: moczownik to struktura obecna w okresie płodowym, wykształcana z omoczni. Przejściowo łączy pęcherz moczowy z pępkiem. Normalnie pozostaje po nim tylko pasmo tkanki łącznej; jeżeli zachowa ono drożność, może stanowić potencjalne ognisko infekcji.
- Ropnie: ograniczone do powłok skórnych albo umiejscowione w wielu przypadkowych miejscach z powodu rozsiewu drogą krwionośną. Metoda chirurgicznego usunięcia ich zawartości zależy od lokalizacji.
- Uszkodzenia wątroby i dróg żółciowych: niedrożność żyły wrotnej z powodu wstępującej infekcji oraz wtórnej zakrzepicy prowadzi do wytworzenia zawiłej sieci krążenia obocznego (ang. portal cavernoma). Z powodu nadciśnienia mogą wytworzyć się żylaki; donoszono również o wtórnej niedrożności dróg żółciowych.
- Spontaniczne wytrzewienie: sporadycznie notowano wypadki rozstąpienia się zajętych chorobowo powłok brzusznych. Odsłonięte jelita należy sprawdzić pod kątem niedrożności i innych uszkodzeń, a całość poddać chirurgicznej rekonstrukcji.

## Terapia
Leczenie polega na antybiotykoterapii skierowanej przeciwko wykrytym patogenom. W uzasadnionym wypadku aplikuje się środki zapobiegające przejściu w stan wstrząsu lub niewydolności oddechowej. Do typowo stosowanych leków należą: penicyliny przeciwgronkowcowe, aminoglikozydy (na bakterie Gram-(–)), metronidazol lub klindamycyna (przeciw beztlenowcom), ampicylina i wankomycyna w uzasadnionych przypadkach.  Rola terapii hiperbarycznej jest dyskusyjna; pomimo mocnych argumentów uzasadniających jej celowość nie powinna ona opóźniać wdrożenia konwencjonalnych metod leczenia. Hospitalizacja trwa przeciętnie dwa tygodnie; stosowanie dużych dawek preparatów wymaga założenia wkłucia centralnego. Pokarm jest podawany pozajelitowo.

## Zapobieganie
Prawidłowa pielęgnacja kikuta pępowiny powinna przebiegać według wskazówek placówki medycznej, w której odbywał się poród. Reguły te różnią się zależnie od sytuacji epidemiologicznej, systemu opieki położniczej oraz tempa wdrażania najnowszych zaleceń z tej dziedziny. Nie stwierdzono w sposób jednoznaczny potrzeby pielęgnacji kikuta specjalnymi środkami; zwykle wystarcza czyszczenie go za pomocą wody i mydła. Do tego celu używa się czasem roztworu gencjany (ang. triple dye) lub octeniseptu; przeciwwskazany jest spirytus oraz substancje zawierające jod.